# 起廚
起厨，也称搭喜棚，不是中國部份地區傳統婚禮的一種習俗，指在家中設宴時在院子空地所搭的棚子裡。
不管婚礼是否因为一日或三日举行、女家有无于歸宴，中国古代婚宴一般大都在家中举行。为招待来宾，新郎家在婚期确定以后，均在各自在家院中的空地上搭一个棚子，架起炉灶，摆好桌椅，用于酒菜的准备和婚嫁中有关仪式的进行。这个程序称起厨，如双方都有订婚宴，女方家里也须如法炮制。起厨喜棚也叫酒棚。
喜棚的装饰代表家中财富和地位。最为奢侈豪华的喜棚会以席子围成墙，墙上要有窗，窗框要漆成红色，窗的四角还要绘上一些吉祥图案，如蝙蝠，象征“福”。在一些地區，新郎家的的喜棚中要绘大红「囍」字，新娘家的的喜棚只绘一个单喜。喜棚门框贴有喜联，传统的喜棚联是“吹箫堪引凤，攀桂喜乘龙”和“勿曰乾坤定矣，诗云钟鼓乐之”，“百年佳偶今日合，万载良缘此事成”；“花开宝镜祥云霭，乐秦玉箫彩凤来”。横批为“龙凤呈祥”和“天作之合”等。
因为喜棚是临时性的，用后即拆，绝大多数家庭根本无力承担豪华奢侈的喜棚，大都只是非常简单的无墙棚子以遮阳挡雨。